# 泰歷·佐治
泰歷·阿倫·迪拉利·優素福·佐治（英語：Tyrique Aaron Delali Yusuff George，2006年2月4日—），是一名英格蘭職業足球員，司職翼鋒，現效力英超球會車路士。

## 球會生涯
佐治出生於倫敦，並在2014年加入英超球會車路士的青訓學院，效力U8梯隊。
2023年4月，佐治在對陣水晶宮的U18英超比賽中遠射入球，並憑該入球入選球會該月的最佳入球候選名單。
2024年4月15日，佐治在對陣愛華頓的英超比賽首次被列入車路士一隊的比賽名單，但並未上陣。同年6月，他與球會續約至2027年，並設有續約兩年的選項。同年8月29日，佐治在對陣的歐協聯附加賽中上演職業生涯地標戰，他在比賽末段後備上陣。
2025年4月10日，佐治在作客華沙萊吉亞的歐協聯八強比賽中射入職業生涯首個入球，協助球隊以3–0戰勝。
2025年4月21日，佐治在作客富咸的英超比賽中射入生涯首個聯賽入球，協助球隊以2–1反勝。

## 國家隊生涯
佐治曾代表英格蘭U16和U19之間的各級梯隊。他因血統而擁有在國際賽事代表加納的資格。
2024年9月7日，佐治在對陣克羅地亞U19的比賽中首次代表英格蘭U19，並在比賽中入球。

## 榮譽

### 俱乐部
切尔西
- 欧洲协会联赛：2024–25

### 國家隊
英格蘭U18
- U18皮納塔爾盃：2024[16]

## 生涯統計

### 球會
最後更新：2025年4月10日
| 效力球會  | 球季     | 聯賽     | 聯賽 | 聯賽 | 國家盃賽 | 國家盃賽 | 聯賽盃賽 | 聯賽盃賽 | 洲際賽事 | 洲際賽事 | 其他 | 其他 | 總計 | 總計 |
| 效力球會  | 球季     | 聯賽     | 上陣 | 入球 | 上陣     | 入球     | 上陣     | 入球     | 上陣     | 入球     | 上陣 | 入球 | 上陣 | 入球 |
| --------- | -------- | -------- | ---- | ---- | -------- | -------- | -------- | -------- | -------- | -------- | ---- | ---- | ---- | ---- |
| 車路士U21 | 2023–24  | —        | —    | —    | —        | —        | —        | —        | —        | —        | 3    | 0    | 3    | 0    |
| 車路士    | 2024–25  | 英超     | 5    | 0    | 2        | 0        | 1        | 0        | 10       | 1        | 0    | 0    | 18   | 1    |
| 生涯總計  | 生涯總計 | 生涯總計 | 5    | 0    | 2        | 0        | 1        | 0        | 10       | 1        | 3    | 0    | 21   | 1    |

1. ↑  於英格蘭足球聯賽錦標賽上陣。
2. ↑  於歐協聯賽事上陣。